# Wadjesen
Wadjesen, auch Wadj-sen, war ein frühägyptischer hoher Beamter oder, nach Wolfgang Helck, ein möglicher Kronprinz der 2. Dynastie, der vielleicht Thronnachfolger des Königs (Pharao) Ninetjer wurde.

## Belege und Identität
Wadjesen ist durch sechs Gefäßaufschriften aus eingebrannter, schwarzer Tinte auf Alabastervasen belegt, die aus den Untergrundgalerien des Königs Netjerichet (3. Dynastie) aus Sakkara stammen. Die Inschriften bringen seinen Namen entweder mit dem Sed-Fest oder mit seinen Titeln in Verbindung.
Wadjesens Name ist Gegenstand divergierender Ansichten innerhalb der Ägyptologie, da die Anordnung der Zeichen auf den Vasen die Lesung „Wadj-sen“ wahrscheinlich macht. Ägyptologen wie Peter Kaplony, Wolfgang Helck und Jürgen von Beckerath verbinden ihn mit dem zeitgenössischen Nebti-Namen „Weneg“ (auch „Uneg“ gelesen), der mit einer schwer deutbaren Blume geschrieben wurde. Sie setzen zudem beide Namen („Wadjesen“ und „Weneg-Nebti“) mit dem Kartuschennamen des Königs Wadjenes aus ramessidischen Königslisten gleich. Als möglichen Horusnamen, den Wadjesen mit der Thronübernahme angenommen haben könnte, schlagen die Ägyptologen die Könige Horus Sa und Sechemib vor.
Wolfgang Helck sieht Wadjesens Hofrang als „Kronprinz“ durch den Titel „Wer-Maa“ gesichert, da dies ein Ehrentitel war, der in der Frühzeit dem ältesten Königssohn vorbehalten blieb. Der Titel „Is-Inpu“ hingegen ist äußerst selten bezeugt, er taucht unter König Hor Den in der 1. Dynastie erstmals auf. Ein bekannter Beamter mit diesem Titel war Sabu unter König Qaa.
Wadjesens Grabstätte ist unbekannt.